# Communisme
Het communisme is een sociale, politieke en economische ideologie gericht op de verwezenlijking van een klasseloze en socialistische samenleving. Ze is gebaseerd op gemeenschappelijke eigendom van de productiemiddelen met openbare instellingen waarbij iedereen produceert naar vermogen en neemt naar behoefte. De 19e-eeuwse Duitse filosoof en econoom Karl Marx en sociaal wetenschapper en filosoof Friedrich Engels waren de belangrijkste pleitbezorgers van wat ze presenteerden als het 'wetenschappelijk' communisme. Dit vonden ze niet alleen wenselijk voor het welzijn van de mensheid, maar volgens een door hen geopperde wetmatigheid 'historisch onvermijdelijk' zoals verwoord in het geschrift Kritiek op het program van Gotha. 
Het woord 'communisme' stamt af van het Latijnse communis, dat gemeenschappelijk en universeel betekent.

## Voorgeschiedenis
Min of meer communistische ideeën waren er al eeuwenlang in de menselijke geschiedenis. Vele filosofen en ook kritische christelijke theologen hadden in de loop der jaren hun gedachten laten gaan over de wenselijkheid van een maatschappelijk bestel, waarin geen armoede meer zou bestaan, onder meer Thomas More. Dit bleef eeuwenlang doorgaans bij denkbeeldige fantasieën of utopieën, zonder dat er serieuze reële opvattingen opdagen waarbij maatschappijcritici daadwerkelijk trachtten te komen tot bewuste maatschappijveranderingen die een einde zouden moeten maken aan armoede, economische ongelijkheid en uitbuiting. 
Reeds in de 18e eeuw, nog voor de Franse Revolutie, besprak onder meer de Franse filosoof Jean-Jacques Rousseau de mogelijke oorzaken van de ongelijkheid in de maatschappij. Aan het einde van de 18de eeuw werd de Franse revolutie een mijlpaal in de geschiedenis, waarna in navolging van Rousseau (die 9 jaar eerder was overleden) meerdere kritische denkers openlijk waagden te stellen dat sociale ongelijkheid onmogelijk kon worden bestreden zonder ingrijpende maatschappelijke verbeteringen. 
Liberalen daarentegen opperden eveneens voor de Franse revolutie al dat een zogeheten 'onzichtbare hand' welvaart zou brengen. Dit theoretisch economisch concept zou positieve gevolgen met zich meebrengen als individuen in hun eigen belang bleven handelen. Dit concept werd voor het eerst geïntroduceerd door Adam Smith aan het begin van de industriële revolutie in zijn Theorie van de Morele Gevoelens in 1759. 
Utopistische socialisten zoals Karl Marx verwierpen het concept van die onzichtbare hand. In theorie zou het zogenaamd automatisch welvaart voor iedereen opleveren, wanneer iedereen zijn of haar eigenbelang zou nastreven. Tijdens de industriële revolutie zouden zich critici gaan roeren omdat de theoretisch hoopvolle onzichtbare hand juist bleek te leiden tot meer ongelijkheid en grootschalige maatschappelijke ellende. Deze critici pleitten daarom voor ingrijpende structurele veranderingen met vooral om de overgang van privéondernemingen en de privé-eigendom van productiemiddelen van particulieren naar een vormen van gezamenlijke bezit van een werkend collectief. Marx pleitte zelfs voor een "maatschappelijke gemeenschap" in staatsverband als een wetenschappelijke oplossing en een geheel nieuw staatsbestel.
Karl Marx zou later onder meer ook bekend worden door de frappante en gevleugeld geworden uitspraak "De filosofen hebben de wereld tot nu toe alleen op verschillende manieren geïnterpreteerd. Het punt is echter om ze te veranderen." Hij schreef deze woorden bij aantekeningen voor een pas later gepubliceerd werk met co-auteur Friedrich Engels. Het markeerde dat hij hiermee geen pure filosoof meer was of wilde zijn, doch daarentegen de plicht voelde een activist of demagoog (in de neutrale betekenis van volksopvoeder) of grondlegger van een ideologie die een alternatief moest aanbieden voor de bestaande maatschappij. Deze woorden lijken echter ook te zijn opgevat door volgelingen die hieraan een rechtvaardiging meenden te mogen ontlenen tot het doden van personen die de onvermijdelijk geachte 'maatschappelijke vooruitgang' zouden blokkeren. De vroeg-20ste-eeuwse Russische revolutionair Vladimir Lenin formuleerde dit als eufemisme dat men nu eenmaal eieren moest breken om een omelet te bakken. Latere berucht immorele navolgers Jozef Stalin, Mao Zedong in de Volksrepubliek China en Pol Pot in Democratisch Kampuchea keken niet op een mensenleven meer of minder als dit in hun ogen de ideale maatschappij dichterbij zou brengen.

## Stromingen
Binnen het communisme ontstonden verschillende stromingen, verdeeld van libertair (anarchocommunisten, autonomisten, radencommunisten) tot autoritair (leninisme, trotskisme, stalinisme en maoïsme). Marxisme is een theorie over communisme gebaseerd op de ideeën van de filosoof en econoom Karl Marx. Leninisme voegt aan het marxisme toe dat er een voorhoedepartij nodig is om de proletarische revolutie te leiden en om alle politieke macht na de revolutie voor de werkende klasse veilig te stellen, voor de ontwikkeling van universeel klassenbewustzijn en participatie van werknemers in een overgangsfase tussen kapitalisme en socialisme.
Met het ontstaan (en verval) van verschillende grote communistische machtsblokken als China en de Sovjet-Unie wordt deze beweging sterk beïnvloed door geschiedenis van de 20e eeuw: de rivaliteit tussen de "socialistische wereld" (staats-kapitalistische landen geregeerd door de communistische partijen) en de "westerse wereld" (landen met een markteconomie en een parlementair systeem), met als hoogtepunt de Koude Oorlog tussen het "Oostblok" en de "kapitalistische wereld".
Gedurende de 20e eeuw waren vooral de autoritaire marxistische en leninistische opvattingen beeldbepalend voor het communisme, door de vestiging van communistische dictaturen en politieke partijen die ook in andere landen een dergelijk model nastreefden. Het marxisme presenteert zich ook als "wetenschappelijk" om zich te profileren ten opzichte van de utopische opvattingen, die Marx bestreed in onder meer zijn werk De armoede van de filosofie (1847).

## Theorie
Volgens de marxistische theorie is de enige manier om de kapitalistische ongelijkheid af te schaffen, dat het proletariaat (arbeidersklasse), die in de samenleving de belangrijkste producent van rijkdom vormt en voortdurend door de bourgeoisie (welgestelde klasse) wordt uitgebuit en gemarginaliseerd, het kapitalisme omverwerpt in een brede sociale revolutie. De revolutie, in de theorie van de meeste individuen en groepen, is meestal een gewapende opstand.

## Geschiedenis

### Vroeg communisme
De oorsprong van het communisme is discutabel, en er zijn verschillende historische groepen, maar ook theoretici, wier overtuigingen beschreven zijn als communistisch. De Duitse filosoof Karl Marx zag oercommunisme als de originele jagers-verzamelaarcultuur van de mensheid waaruit het is ontstaan. Volgens Marx was het alleen mogelijk om het privé-eigendom te ontwikkelen nadat de mensheid in staat was om een overschot te produceren. Het idee van een klasseloze maatschappij ontstond in het oude Griekenland. Lycurgus creëerde in circa 800 v. Chr. een klasseloze maatschappij in Sparta waarin alle vrije mannen gelijk waren, gelijke rijkdom had en waarin bezittingen, echtgenotes en kinderen gedeeld werden. Deze maatschappij hield vijf eeuwen stand. Plato beschrijft het in zijn boek Staat als een toestand waarin mensen al hun bezittingen delen, vrouwen en kinderen. 
Het private en individu is helemaal verbannen uit het leven en de dingen die van nature privé zijn, zoals ogen en oren en handen, zijn gemeengoed geworden.
In de geschiedenis van het westerse denken, kunnen bepaalde elementen van het idee van een samenleving op basis van gemeenschappelijk eigendom van goederen terug gevonden worden in de oudheid. Plato pleitte voor een samenlevingsvorm die raakvlakken vertoont met het latere communisme. Hij onderscheidde in de door hem gewenste maatschappij vier groepen: de bestuurders, de wachters, de werkende vrije burgers en de slaven. De vrije burgers zijn de boeren, arbeiders en handwerklieden. De wachters zijn de soldaten en leven gezamenlijk afgezonderd van de rest van de bevolking. De wachters hebben geen privé-eigendom en alle goederen in de legerplaats zijn gemeenschappelijk eigendom. De arbeiders, boeren en handwerkslieden behielden hun privé-eigendom over de productiemiddelen. Een voorbeeld uit de oudheid is de Spartacus-slavenopstand in Rome.
In de 5e eeuw bestond de Mazdak-beweging in wat nu Iran is. Deze kan als "communistisch" worden gekenmerkt, omdat het tegen de enorme privileges van de edele klassen en de geestelijkheid was, en kritiek had op het privé-eigendom en het streven naar een egalitaire samenleving. Een andere groepering die streefde naar gemeenschappelijk eigendom van goederen waren de wederdopers van Münster rond Jan Matthijs en Jan van Leiden. Ze konden de gemeenschap van goederen niet doorvoeren, doordat hun koninkrijk in Münster in 1534 werd aangevallen en opgeheven door de katholieke bisschop.

### De Franse Revolutie

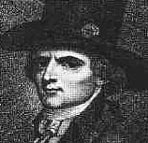
Gracchus Babeuf

In 1789 barst de bom: de Franse burgerij grijpt de macht, die tot dan toe door de adel en absolute monarchen werd uitgeoefend. Een nieuw régime beroept zich bij zijn machtsuitoefening op de verlichtingsidealen "vrijheid, gelijkheid en broederschap" (Frans: liberté, égalité, fraternité). Na vier jaar ontaardt de revolutie in de Terreur, het dictatoriale bewind van onder andere de jakobijn Robespierre. De jakobijnse schrijver Marat (die op dat moment al vermoord is) sprak over de "despotie van de vrijheid".
Gracchus Babeuf en Filippo Buonarroti wilden met hun kleine groepje samenzweerders de macht grijpen met de steun van het proletariaat. In hun plan zou de regering het erfrecht afschaffen, zodat na tientallen jaren de meeste productiemiddelen en andere goederen staatseigendom werden. Alle geproduceerde goederen zouden worden opgeslagen in magazijnen, waaruit de overheid aan iedere burger goederen uit zou verdelen. Geld zou worden afgeschaft. Het deïsme zou de staatsgodsdienst worden, maar er zou wel godsdienstvrijheid bestaan. Babeuf werd gearresteerd en ter dood veroordeeld. Buonarroti werd jaren later vrijgelaten. Hoewel in zijn revolutionaire plannen de centrale rol niet is weggelegd voor het proletariaat (de arbeidersklasse), die pas tot wasdom zal komen met de industriële revolutie, wordt hij toch gezien als voorloper van het marxisme.

### De negentiende eeuw

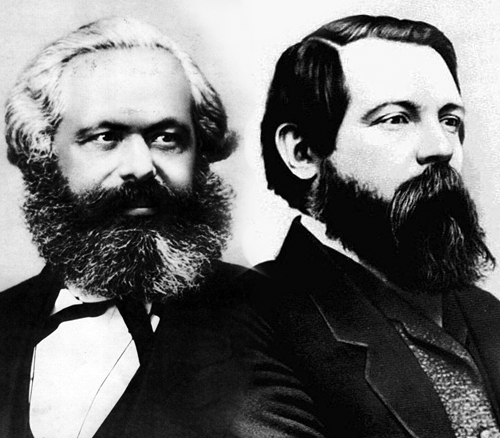
Karl Marx (links) en Friedrich Engels (rechts)

De Franse Revolutie mondt uiteindelijk uit in de napoleontische oorlogen, gevolgd door de Restauratie. Pas na 1830 kunnen de radicalen weer ademhalen. In dat jaar van de Julirevolutie grijpt de Franse liberale burgerij opnieuw de macht en komt Lodewijk Filips, de Burgerkoning, op de troon. Een jaar later breekt de eerste grote staking uit onder zijdewevers in Lyon.
Louis Auguste Blanqui was bevriend met Buonarroti. Blanqui begon in 1835 de communistische organisatie Genootschap van de Families met ongeveer 1200 leden, waarvan in meerderheid de aanhangers van Babeuf. De politie arresteerde de leiders. Na zijn vrijlating richtte Blanqui een nieuwe organisatie op met de naam Genootschap der Seizoenen. In mei 1839 begon deze organisatie een opstand. De opstand mislukte en de meeste samenzweerders werden gearresteerd. Blanqui wilde na een succesvolle staatsgreep een dictatuur instellen. De dictatuur zou het volk voorbereiden voor het communisme. De communistische stroming van Blanqui staat bekend als het blanquisme.
Étienne Cabet publiceerde in 1840 het boek Voyage en Icarie. Cabet vond dat alle productiemiddelen het eigendom moest worden van de overheid. Iedere burger krijgt consumptiegoederen naar behoefte. De gehele maatschappij staat op hetzelfde uur op, werkt op dezelfde tijdstip, eten hun maaltijden gezamenlijk in eetzalen en gaan op hetzelfde tijdstip naar bed. Het christendom zou de staatsgodsdienst zijn en kritiek op het christendom was verboden. De aanhangers van Cabet waren de eersten die zichzelf “communist” noemden. Blanqui en aanhangers van Babeuf namen later de term “communist” over. Het communisme moest volgens Cabet vreedzaam verwezenlijkt worden.
Wilhelm Weitling werd geïnspireerd door Babeuf, Blanqui en Cabet. In navolging van Cabet schetste Weitling het communisme als een christelijke samenleving met staatseigendom van de productiemiddelen en de verdeling naar behoefte. Weitling was van mening dat het communisme bereikt moest worden door een staatsgreep. Weitling was een tegenstander van democratie en wilde in plaats daarvan een systeem van examens inrichten. De opperste leiding bestond uit drie wetenschappers die worden gekozen wegens hun goede examencijfers.
In 1843 strijkt een jonge Duitse filosoof en journalist in Parijs neer, Karl Marx. Onder invloed van Théodore Dezamy wordt de liberaal Marx binnen een paar maanden overtuigd communist. Met zijn vriend Friedrich Engels bouwt hij een systeem van "wetenschappelijk socialisme" uit, dat later marxisme genoemd zal worden. Marx en Engels stellen dit systeem tegenover het eerdere utopische socialisme. Volgens Marx was de komst van het communisme onvermijdelijk door de economische ontwikkeling van het kapitalisme. Volgens Marx zouden steeds meer middenstanders weg worden geconcurreerd door de kapitalisten. Door centralisatie van het kapitaal worden grote aantallen arbeiders in een klein aantal bedrijven samengebracht, waardoor de arbeidersklasse zich gaat organiseren. Bij een extreme economische crisis zou de arbeidersklasse via de revolutie de staatsmacht veroveren om zo de dictatuur van het proletariaat in te voeren.

### De groei van het moderne communisme

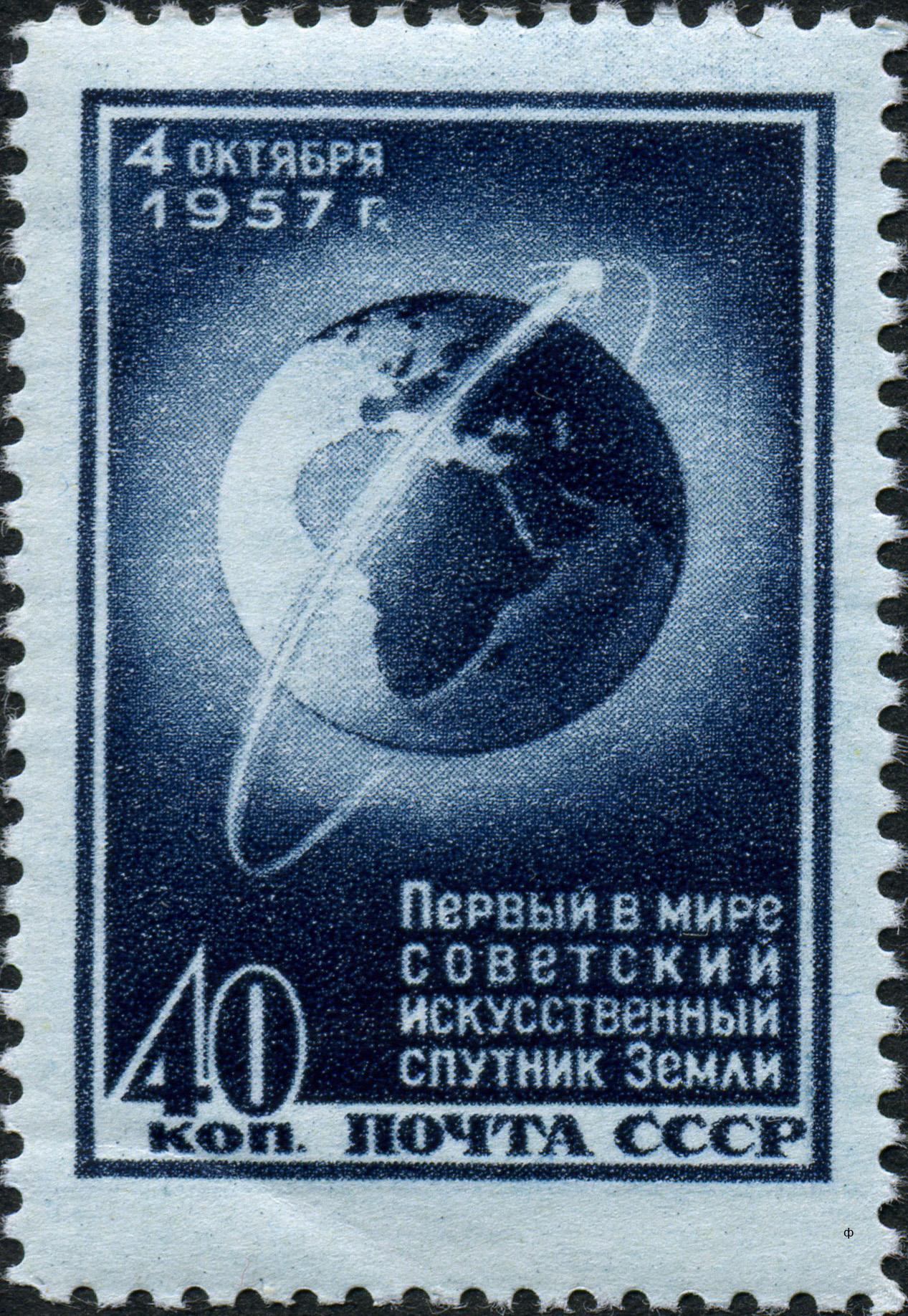
Sovjet-Unie postzegel over de lancering van de eerste kunstmatige satelliet, de Spoetnik 1.

#### Sovjet-Unie en Europa
In de late 19e eeuw kreeg het Russische marxisme een eigen karakter. De eerste belangrijke figuur van het Russische marxisme was Georgi Plechanov. In het werk van Plechanov stond dat hij in de veronderstelling was dat Rusland, dat minder verstedelijkt en geïndustrialiseerd was dan West-Europa, nog vele jaren had te gaan voordat de samenleving klaar zou zijn voor een proletarische revolutie, en dat er een overgangsperiode van een burgerlijk regime nodig zou zijn om het tsarisme te vervangen door een socialistische en later een communistische maatschappij.
In Rusland was het met de Oktoberrevolutie van 1917 de eerste keer dat een partij met een openlijke marxistische oriëntatie, in dit geval de Bolsjewistische Partij, de macht kreeg. Dit genereerde veel praktisch en theoretisch debat binnen de marxistische beweging. Marx voorspelde dat het socialisme en het communisme gebouwd zouden worden op de basis die gelegd werd door de meest ontwikkelde kapitalistische ontwikkeling. Rusland was echter een van de armste landen in Europa. Marx had uitdrukkelijk verklaard dat Rusland het stadium van de burgerij van het kapitalisme zou kunnen overslaan. Andere socialisten waren ook van mening dat de Russische revolutie een voorloper kon zijn van andere revoluties in het Westen.

#### Azië
Met de dekolonisatie van Zuidoost-Azië na de Tweede Wereldoorlog begon het communisme ook hier op veel plekken opgeld te doen. Dit hangt nauw samen met het feit dat het westerse kapitalisme, een systeem dat de voormalige kolonisatoren hadden gehanteerd, door de nu zelfstandig geworden landen sterk werd verworpen. Onder andere de Russische Revolutie werd gezien als een verandering in positieve zin. In Indonesië waren in 1926 en 1927 al communistische opstanden geweest. Een belangrijke factor die de verspreiding van het communisme in Azië na de oorlog bevorderde was het feit dat de in 1949 nieuw opgerichte Volksrepubliek China onder leiding van communisten stond, met Mao Zedong als eerste leider. Hierdoor kwam heel China onder communistisch bestuur, met uitzondering van Taiwan. Dit eiland en de nieuw ontstane staat Zuid-Korea werden gebieden in de regio Zuidoost-Azië waar de Amerikaanse invloedssfeer sterk bleef, en het communisme bijgevolg geen wortel kon schieten. Ook op de Filipijnen heeft het communisme nooit voet aan de grond gekregen, doordat de Verenigde Staten hier reeds in 1946 een pro-Amerikaanse regering installeerden.

### Na het uiteenvallen van de Sovjet-Unie
In 1985 werd Michail Gorbatsjov de leider van de Sovjet-Unie. Hij voerde de glasnost (openheid) en perestrojka (herstructurering) in. De Sovjet-Unie greep niet in toen Polen, de Duitse Democratische Republiek, Tsjecho-Slowakije, Bulgarije, Roemenië en Hongarije het communisme afschaften in 1990. In 1991 viel de Sovjet-Unie uiteen.
Communistische partijen blijven politiek belangrijk in vele landen. De democratisch gekozen president Dimitris Christofias van Cyprus is lid van de Progressieve Partij van de Arbeiders. In Zuid-Afrika is de Communistische Partij een partner in de ANC-geleide regering. In India leidden communisten de regeringen van drie staten, met een totale bevolking van meer dan 115 miljoen. In Brazilië is de Communistische Partij van Brazilië een onderdeel van de parlementaire coalitie onder leiding van de regerende democratische socialistische Arbeiderspartij en werd vertegenwoordigd in het kabinet van Dilma Rousseff, tot zij in 2016 is afgezet. In Cuba wordt het land nog steeds bestuurd onder leiding van de Communistische Partij van Cuba.
Marxistisch-leninistische staten:
- China
- Cuba
- Laos
- Noord-Korea
- Vietnam

Niet-marxistisch-leninistische staten met communisten in de regering:
- Nepal[21]

Eertijds marxistisch-leninistische staten:
- Afghanistan
- Albanië
- Angola
- Benin
- Bulgarije
- Congo
- Duitse Democratische Republiek
- Ethiopië
- Ghana
- Grenada
- Guinee
- Hongarije
- Joegoslavië
- Kampuchea
- Madagaskar
- Mongolië
- Mozambique
- Polen
- Roemenië
- Somalië
- Sovjet-Unie
- Tanganyika
- Toeva
- Tsjecho-Slowakije
- Zuid-Jemen

## Klassenstrijd
Als tegenstrever van de economische kant van het communisme worden de kapitalisten gezien. De strijd tussen de klassen staat centraal: in de tijd van het begin van het industriële tijdperk de fabrieksbezitters aan de ene kant, en de uitgebuite arbeiders in de steden (die vanaf het platteland naar de steden waren getrokken) aan de andere kant. Marx meende hierin een nooit-aflatende klassenstrijd te zien, waarbij uiteindelijk via een revolutie gevolgd door een 'dictatuur van het proletariaat' (in Marx' opvatting is er onder het kapitalisme een dictatuur van de kapitalisten) het communisme opgebouwd kon worden.

## Socialisme als 'tussenfase'
De term socialisme bestond al voordat Marx een communist was, maar na de dood van Marx kreeg de term socialisme een aparte betekenis in de marxistische terminologie. Marx maakte onderscheid tussen de eerste fase van de communistische maatschappij en de hoogste fase van de communistische maatschappij. Na de dood van Marx gaven leninisten aan de eerste fase van het communisme de naam socialisme. Tijdens het vroegste stadium van het communisme zouden de productiemiddelen in het bezit van de overheid zijn en loonarbeid zou nog bestaan. De laatste fase van het communisme heeft als hoofdbeginsel: Van ieder naar zijn vermogen, aan ieder naar zijn behoefte. Dit betekent dat iedereen tijdens de laatste fase van het communisme vrijwillig werkt naar diens mogelijkheden, terwijl iedereen mag nemen wat hij of zij wil. De voormalige USSR heette dan ook de "Unie van Socialistische Sovjet Republieken," en ook in Cuba wordt de (voortdurende) revolutie socialistisch genoemd.

## In de praktijk
In de theorie van de economische orde passen de meeste socialistisch georiënteerde landen in het brede spectrum van mengvormen van kapitalisme en socialisme, met aan het ene uiteinde de "gemengde economieën" van westerse snit (waar ook Nederland en België toe gerekend kunnen worden) en aan het andere uiteinde de communistische landen, zoals China, waar meer of minder "marktwerking" wordt toegelaten.
Als politieke stroming was het communisme (of marxisme) aanvankelijk onderdeel van wat toen nog de sociaaldemocratie heette. Naar aanleiding van het besluit van een meerderheid van de sociaaldemocratie om de oorlogsinspanningen voor de Eerste Wereldoorlog te steunen splitste een grote marxistische groep zich af, onder leiding van Lenin.
Hij noemde de leden van deze stroming (verenigd in de Derde Internationale) 'communisten', om afstand te nemen van de overgebleven sociaaldemocratie. Het communisme staat sindsdien voor een meer principiële stroming binnen het socialisme, dat nog het sterkst uitgaat van de ideeën zoals die oorspronkelijk door Marx waren opgesteld.
Aan de andere kant is er de sociaaldemocratie, waar na het vertrek van de marxisten/communisten het idee heeft postgevat dat het kapitalisme hervormd dient te worden, in plaats van omvergeworpen. Tegenwoordig is de sociaaldemocratie dermate ingepast binnen het kapitalisme dat zelfs hervormingen niet meer het doel zijn.
De term 'socialisten' voor de sociaaldemocratie is dan binnen het communisme ook niet meer op zijn plaats, en wordt nu gebruikt door niet-stalinistische marxisten, zoals trotskisten. Communisten die de dictatuur van het proletariaat niet verwerpen, bestempelden de sociaaldemocratie ook wel als 'revisionisme'.

## Hedendaagse nostalgie naar het communisme

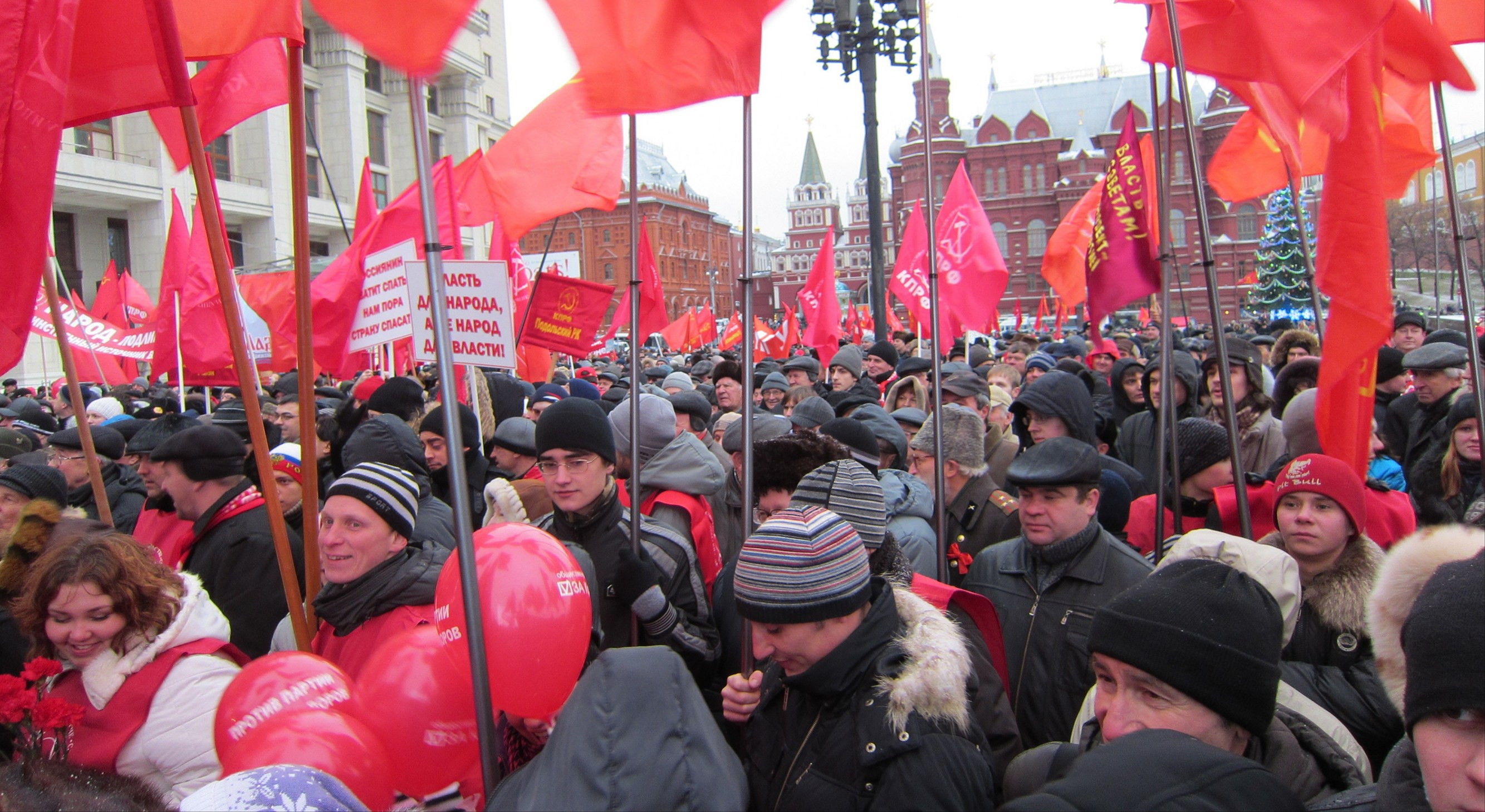
Demonstratie van de Communistische Partij van de Russische Federatie.

In veel voormalige communistische landen heerst onder de lokale bevolking een sterke heimwee naar het communisme. Het terugverlangen naar de voormalige DDR wordt ostalgie genoemd en het terugverlangen naar het voormalige Joegoslavië wordt joegonostalgie genoemd.
66 procent van de bevolking in Armenië betreurde de val van Sovjet-Unie en maar 12% vond het een goede zaak, 72 procent van de Hongaren vond het leven beter onder het communisme, 63 procent van de Roemenen vond het leven beter onder het communisme, 81 procent van de Serviërs vond het leven het best in het voormalige socialistische Joegoslavië. 66 procent van de bevolking in Slowakije vond het leven beter onder het communisme.

## Communisme in Nederland
Het communisme kreeg in Nederland al vroeg steun, in 1918 werd de Communistische Partij Holland (CPH), de voorganger van de Communistische Partij van Nederland (CPN), opgericht. Waar eerst de Nederlandse invloed in het buitenland aanzienlijk was door bijvoorbeeld de werken van Anton Pannenkoek en Herman Gorter, kwam de partij steeds meer onder invloed van Moskou. Dat leidde tot conflicten en royementen. Het gevolg was dat er allerlei splinterpartijen ontstonden, waarvan sommige zich kritisch opstelden tegenover de Sovjet Unie. Onmiddellijk na de Duitse inval ging de CPN als enige politieke partij in de illegaliteit. Daardoor vormden zij een belangrijk deel van het verzet, mede door het opvangen van vluchtelingen en het verspreiden van illegale kranten zoals De Waarheid en Het Noorderlicht. Onder andere de Februaristaking tegen de vervolging van Joodse Nederlanders werd door hen georganiseerd. Mede daardoor groeide de sympathie voor het communisme in Nederland tijdens de oorlog. Tijdens de Tweede Wereldoorlog zijn honderden Nederlandse communisten gearresteerd en naar gevangenissen en concentratiekampen in Duitsland afgevoerd, waar velen regelrecht werden omgebracht of anderszins om het leven kwamen. Communisme werd naast jodendom door het nazisme als een van de grootste vijanden van het Derde Rijk beschouwd en is vanaf de jaren dertig intensief bestreden. Door de actieve rol in het verzet stemde zo'n 10 procent van de Nederlanders na de oorlog op de communisten.
Door hun antikoloniale houding botsten de communisten al direct met de overheid toen deze troepen naar Nederlands-Indië zond. De communisten werden uitgemaakt voor landverraders. De naoorlogse Nederlandse overheid beschouwde communisten als staatsgevaarlijk; hoewel in Nederland niet, zoals in de Duitse Bondsrepubliek, een officieel beroepsverbod voor communisten gold na de oorlog, werd in feite gedurende de hele Koude Oorlog-periode communisten het werken zeer lastig gemaakt. Ambtenaren mochten geen lid van de CPN zijn, wat natuurlijk v.v. inhield dat partijleden geen ambtenaar konden worden of blijven. Dat betekende voor bijvoorbeeld een onderwijzer geen les meer te kunnen geven. Zo zagen, uit angst om verlies van werk, mensen vaak af van lidmaatschap. En zo was de CPN ook de enige partij in Nederland die geen radiozendtijd voor politieke partijen van overheidswege kreeg. De CPN ging in 1989 op in GroenLinks. Een andere communistische partij tijdens de koude oorlog was de Socialistische Partij die was opgericht als maoïstische partij en zich anders dan de CPN niet zo zeer richtte op de Sovjet-Unie maar meer op communistisch China en steun vanuit China ontving.
Daarnaast had Nederland nog een groot aantal aan kleinere organisaties en partijen waaronder het Marx-Lenin-Luxemburg Front, Revolutionair-Socialistische Arbeiderspartij, Groep van Internationale Communisten en de Kommunistische Arbeiders-Partij Nederland.
Hedendaagse communistische organisaties zijn onder meer: de uit de CPN-traditie voortgekomen Nieuwe Communistische Partij van Nederland (NCPN) en daaraan verbonden Communistische Jongerenbeweging (CJB), de maoïstische Rode Morgen, de trotskistische Internationale Socialisten, de Revolutionair Socialistische Partij en daaraan verbonden ROOD, Socialistische Jongeren. De in 2021 in de Tweede Kamer verkozen partij BIJ1 kent daarnaast communistische invloeden.

## Kritiek op het communisme

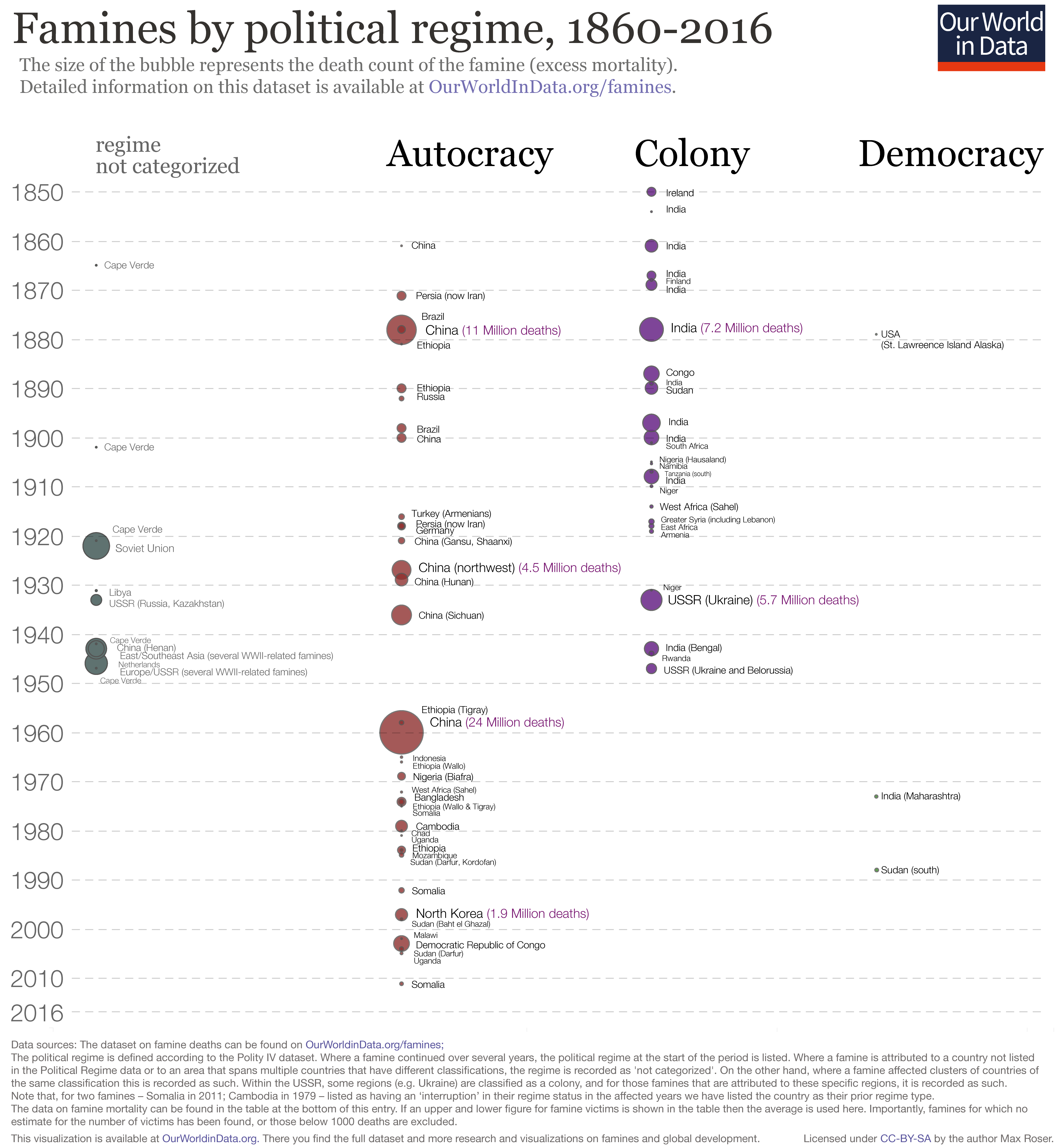
De grootste hongersnoden in de geschiedenis gebeurden in communistische regimes zoals Communistisch China en de Sojvet-Unie vanwege hun planeconomie. Noot: sommige hongersnoden in de Sovjet-Unie kwamen in meerdere regio's voor die verschillende politieke regimes hadden (autocratie en kolonie) en worden daarom onder niet gecategorizeerd regime geplaatst.

Het communisme gaat of ging gepaard met de onderdrukking van andersdenkenden. Communistische regimes, gebouwd op het principe van één partij, opereerden volgens een dictatoriale, zelfs totalitaire logica en maakten zich schuldig aan talrijke schendingen van de mensenrechten en ook aan massamoorden en misdaden tegen de menselijkheid. Verder werden gevangenen vastgehouden in concentratiekampen en gedwongen tot dwangarbeid: zoals de Laogai in communistisch China en de Goelag in de Sovjet-Unie. Ook waren er gigantische hongersnoden als gevolg van het rampzalige landbouwbeleid door communistische regeringen. Voorbeelden zijn de grote hongersnood in de Sovjet-Unie, ook wel bekend als de "Holodomor" in Oekraïne, en de Chinese hongersnood van 1959-1961, een gevolg van de "Grote Sprong Voorwaarts"). Ten slotte was de Sovjet-Unie verantwoordelijk voor allerlei wreedheden in Oost-Europa, bijvoorbeeld het bloedbad van Katyń en de Hongaarse Opstand. In Cambodja werd de Rode Khmer veroordeeld wegens oorlogsmisdaden en misdaden tegen de menselijkheid.
In het westen wordt het communisme in landen waar het geprobeerd is meestal als mislukt beschouwd, vooral wegens de ernstige schendingen van de mensenrechten, maar ook vanwege een vaak sterk bureaucratisch gecontroleerd economisch systeem. In socialistische landen wordt de economie en de sociale maatschappij verregaand van bovenaf gecontroleerd en gereglementeerd, wat leidt tot inefficiënties en een lagere economische groei. Tevens kent men in dergelijke landen geen goede scheiding en onafhankelijkheid der machten. Aangezien communistische machthebbers het politiek systeem vaak boven het individu stellen, heeft dit al gauw als uitvloeisel een in zo'n systeem legitiem gebruik van geweld, moderne propagandatechnieken en censuur om politieke tegenstand de kop in te drukken en daarmee het bestaan van het systeem te waarborgen, hetgeen al snel het gevolg was in de vroege stadia van ontstaan van socialistisch Rusland, China en Roemenië. In het trotskisme werd dit het verschijnsel van de thermidor genoemd, naar een belangrijk moment in de Franse revolutie waarmee dit vergeleken werd.
Hierbij dient opgemerkt te worden dat tegenstanders dit als inherent aan het communisme zien, omdat elke communistische regering zich hieraan heeft schuldig gemaakt. Bovendien konden deze regeringen rekenen op de steun van de communistische partijen en organisaties in democratische landen, onder meer door verdachtmakingen van slachtoffers van het communisme in hun propaganda. Sommige voorstanders van het communisme zien dit echter als een afwijking van het oorspronkelijke communistische idee. Belangrijke oorzaken daarvan zouden zijn het doorwerkend bestaan van een niet-communistisch verleden en de tegenwerking vanuit het niet-communistische buitenland zolang de revolutie geen wereldrevolutie is. Als belangrijkste voorbeeld van een voorstander van de laatste opvatting wordt vaak Trotski genoemd. Zeker is dat het door Marx geprofeteerde communisme niet bereikt is.

## Communistische literatuur
- Engels, Beginselen van het communisme, 1847
- Marx & Engels, Communistisch Manifest, 1848
- Marx, Het Kapitaal, 1867
- Rosa Luxemburg, Hervorming of revolutie?, Aksant (2006), ISBN 978-90-5260-220-2
- Vladimir Lenin, Staat en revolutie, 1917
- Vladimir Lenin, Het imperialisme als hoogste stadium van het kapitalisme, 1916

## Kritiek op het communisme in literatuur
- Het geloof der kameraden, een van de bekendste boeken van de socialistisch opgevoede professor Russische literatuur Karel van het Reve. In dit boek wordt gesteld dat omwille van de zwakke tot afwezige filosofische, economische en wetenschappelijke basis het socialisme meer van een geloof dan van een theorie weg heeft.
- 1984, een beroemd boek uit 1948 van de Britse schrijver George Orwell. 1984 is een boek waarin de enkeling ten onder gaat in een volkomen kansloze strijd tegen een totalitair bewind. Het is een waarschuwing tegen totalitaire regimes zoals nazi-Duitsland en Stalins Sovjet-Unie. Beroemd is de uitspraak Big brother is watching you, wat slaat op de nooit geziene, maar almachtige leider van het totalitaire bewind in Oceanië, waar de hoofdpersoon van het boek Winston Smith leefde. Big Brother zou hierbij voor Jozef Stalin kunnen doorgaan en Emmanuel Goldstein voor Leon Trotski.
- Animal Farm van George Orwell is geschreven na Orwells ervaringen in Spanje toen hij vocht aan de kant van de Republikeinse Internationale Brigades in de Spaanse Burgeroorlog waar hij, mede door het optreden van de Stalinistische veiligheidsdiensten, gedesillusioneerd raakte. Beroemd geworden is de uitspraak All animals are equal, but some animals are more equal than others ("Alle dieren zijn gelijk, maar sommige zijn meer gelijk dan andere").
- De Goelag Archipel van Aleksandr Solzjenitsyn waarin hij als ooggetuige verslag doet van de onderdrukking in de Sovjet-Unie.
- Zwartboek van het communisme: misdaden, terreur, onderdrukking, met een schatting van het totale aantal doden dat volgens de auteurs door toedoen van het communisme is gevallen. Stéphane Courtois e.a., vert. uit het Frans door Kiki Coumans, Uitg. Arbeiderspers, Amsterdam (1998).[32] 1083 pagina's, ISBN 90-295-5838-5
- Onverwerkt verleden, Frits Bolkestein, Uitg. Prometheus, Amsterdam (1998). Kritische visie van de VVD-politicus op het communisme en de ontwikkelingen in Oost-Europa. 279 pag., ISBN 90-5333-606-0
- Wereldrevolutie De communistische beweging van Marx tot Kim Jong Il, Erik van Ree, Uitg. Mets & Schilt, Amsterdam (2005), werk over het ideaal van de communistische heilstaat. Ex-communist probeert antwoord te geven op de vraag waarom in de twintigste eeuw tientallen miljoenen mensen van over de hele wereld hun lot verbonden aan het communisme en waarom zij er, verenigd in straf georganiseerde partijen, in slaagden een substantieel deel van de wereld in hun greep te krijgen,[33] 512 pagina's, ISBN 978-90-5330-395-5